# Neolitsea oblongifolia
Neolitsea oblongifolia är en lagerväxtart som beskrevs av Merr. & Chun. Neolitsea oblongifolia ingår i släktet Neolitsea och familjen lagerväxter. Inga underarter finns listade i Catalogue of Life.